# فاليري مورغان
فاليري مورغان (بالإنجليزية: Valerie Morgan)‏ هي عداءة سريعة نيوزيلندية، ولدت في 17 أكتوبر 1943 في أوكلاند في نيوزيلندا.

## وصلات خارجية
- فاليري مورغان على موقع أوليمبيديا (الإنجليزية)